# Сан Паоло Солбрито
Сан Паоло Солбрито (итал. San Paolo Solbrito) је насеље у Италији у округу Асти, региону Пијемонт.
Према процени из 2011. у насељу је живело 811 становника. Насеље се налази на надморској висини од 263 м.

## Становништво
Према резултатима пописа становништва 2011. у општини је живело 1.197 становника.
| 1931. | 1936. | 1951. | 1961. | 1971. | 1981. | 1991. | 2001. | 2011. |
| ----- | ----- | ----- | ----- | ----- | ----- | ----- | ----- | ----- |
| 1.116 | 1.068 | 985   | 883   | 782   | 778   | 856   | 1.059 | 1.197 |